# Бор (Харовский район)
Бор — деревня в Харовском районе Вологодской области.
Входит в состав Харовского сельского поселения, с точки зрения административно-территориального деления — в Харовский сельсовет.
Расстояние до районного центра Харовска по автодороге — 5 км. Ближайшие населённые пункты — Клепестиха, Иваниково, Бараниха, Есюниха, Горка, Чурилово.
По переписи 2002 года население — 8 человек.